# نامبت
نامبت (نام علمی: Myrmecobius fasciatus) پستانداری کیسه‌دار از تیره مورخواران کیسه‌دار است که در جنوب غربی استرالیا یافت می‌شود. رژیم غذایی این جانور تنها تشکیل‌یافته از موریانه است و از آنجا که موریانه‌ها تنها در روز فعالیت می‌کنند، نامبت‌ها روزها را به غذاخوردن و شب‌ها را به استراحت می گذرانند.
وزن بدن نامبت میان ۷۲۰–۳۰۰ گرم است و بر روی بدن خود ۷–۶ خط راه‌راه دارد که در نزدیکی دم قرار گرفته‌اند. این جانور در هر بار زایش ۴–۲ نوزاد به دنیا می‌آورد و برای ۴ ماه از آن‌ها در کیسه خود مراقبت می‌کنند.
نامبت‌ها روزگاری در مرکز و جنوب استرالیا به فراوانی حضور داشتند ولی با ورود مهاجران اروپایی به آن سرزمین، تعدادشان رو به کاهش نهاد.